# Vin Baker
Vincent Lamont Baker (* 23. November 1971 in Lake Wales, Florida) ist ein ehemaliger US-amerikanischer Basketballspieler, der von 1993 bis 2006 in der NBA aktiv war. Ende der 1990er Jahre war er bei den Milwaukee Bucks und den Seattle SuperSonics einer der Stars der Liga und wurde viermal zum NBA All-Star gewählt. Mit dem Team USA wurde er außerdem 2000 Olympiasieger. Nachdem seine Leistungen im neuen Jahrtausend auch aufgrund von Alkoholproblemen nachließen, beendete er 2006 seine Karriere als Profi.

## Karriere
Während seiner College-Zeit an der University of Hartford (1989–1993) wurde Baker 1991 in Edmonton mit dem Team der USA U-19-Weltmeister und von AP als All-American geehrt.
Nach seinem Collegeabschluss wurde er 1993 als 8. von den Milwaukee Bucks gedraftet. Bei den Bucks konnte er sich beinahe auf Anhieb als Starter und Führungsspieler etablieren. In seiner Rookiesaison kam er in allen 82 Spielen, davon 62 Mal als Startspieler, zum Einsatz und wurde ins NBA All-Rookie First Team gewählt. Ab seinem zweiten Jahr, der Saison 1994/95, konnte er sich dann als Star seines Teams durchsetzen und wurde ins NBA All-Star Game gewählt, was er in den folgenden drei Jahren jeweils wiederholen konnte. In seinen ersten vier Jahren verpasste er kein Spiel der Bucks, bevor er zu den Seattle SuperSonics ging, wo er im ersten Jahr noch an seine Leistungen aus der Zeit bei den Bucks anknüpfen konnte und sogar in All-NBA-Second-Team gewählt wurde. Durch den Lockout am Anfang der Saison 1998/99 und Verletzungspech kam er erstmals außer Form, doch konnte er für das Folgejahr noch einmal an seine alten Leistungen anknüpfen, was auch zu seiner Nominierung für das olympische Turnier 2000 führte. Doch hatte er immer mehr Probleme mit wechselnden Verletzungen, so dass er immer mehr Spiele verpasste, bevor im Sommer 2002 sein Vertrag auslief und er als Free Agent zu den Boston Celtics wechseln konnte, wo er aber nicht mehr an seine alten Leistungen anknüpfen konnte, sondern während der Saison 2003/04 wegen Erfolglosigkeit und Alkoholproblemen entlassen wurde, jedoch später von den New York Knicks unter Vertrag genommen wurde, die ihn nach der Saison an die Houston Rockets weitergaben. Nach einer weiteren Station bei den LA Clippers (sechs Spiele) und den Minnesota Timberwolves, wo er zu keinem Spieleinsatz in der NBA kam, endete seine Laufbahn im Herbst 2006.